# Begonia macrotis
Espèce
Begonia macrotis est une espèce de plantes de la famille des Begoniaceae.
Elle a été décrite en 1858 par Roberto de Visiani (1800-1878).